# 福羽いちご
福羽いちご（ふくばいちご）はイチゴの品種名。日本で開発されたイチゴの品種としては最初のものであり、とちおとめ、あまおう、とよのか、さちのかといったイチゴの品種の先祖にあたる。
イチゴが日本に伝わって来たのは、江戸時代の終わり頃であったが、食用ではなく観賞用であり普及しなかった。明治時代になると、アメリカやヨーロッパから様々な品種のイチゴが日本に入って来たが、輸入した苗は輸送中に枯れてしまうことが多く、うまく育たなかった。
福羽逸人は新宿植物御苑（現新宿御苑）でフランスのイチゴ品種「ゼネラル・シャンジー」から10年以上をかけて開発を行い、1899年に新品種「福羽いちご」として発表した。福羽いちごは皇室献上用であり御苑イチゴや御料イチゴとも呼ばれていた。
1919年には一般市場での栽培が許可されるようになり、福羽いちごは日本中で人気となった。甘さも香りも強い福羽いちごは1960年代までは高級品種として人気であった。
テレビ番組『ザ!鉄腕!DASH!!』では新宿DASHの企画の一環として新宿御苑から福羽いちごの苗10株をわけてもらい、これを育成。80株に増やしている（2021年時点）。番組で育成した福羽いちごの果実は身は赤々としているが、いびつな形が特徴で、甘さも香りも強いものであった。